# Brachymeles bonitae
Brachymeles bonitae, tên thông thường trong tiếng Anh là Hikida's short-legged skink hoặc stub-limbed burrowing skink, là một loài thằn lằn bóng. B. bonitae được mô tả lần đầu tiên năm 1839 bởi André Marie Constant Duméril và Gabriel Bibron. Nó đặc hữu của Philippines. Brachymeles bonitae là một loài thằn lằn nhỏ, thon dài với chiều dài từ mõm tới huyệt hơn 80 mm (3 in). Các quần thể khác nhau có số lượng ngón trên mỗi chân khác nhau, thông thường là hai, có khi không có ngón.